# Стамбульский военно-морской музей
Стамбульский военно-морской музей (тур. İstanbul Deniz Müzesi) — крупнейший в Турции военно-морской музей. Расположен в районе Бешикташ в Стамбуле, недалеко от паромного причала Бешикташ на линии Кадыкёй; был основан в 1897 году военно-морским министром Османской империи Бозджаадали Хасаном Хюсню-пашой. Первый в Турции военный музей. Коллекция музея включает в себя 20 000 экспонатов, относящихся к истории Османского флота.
В конце 2000-х годов была проведена реставрация музея и его коллекции, построен новый выставочный комплекс. Строительство продолжалось более пяти лет, и 4 октября 2013 года музей вновь открылся для посетителей; новая выставочная площадь составляет около 20 000  м².

## Галерея

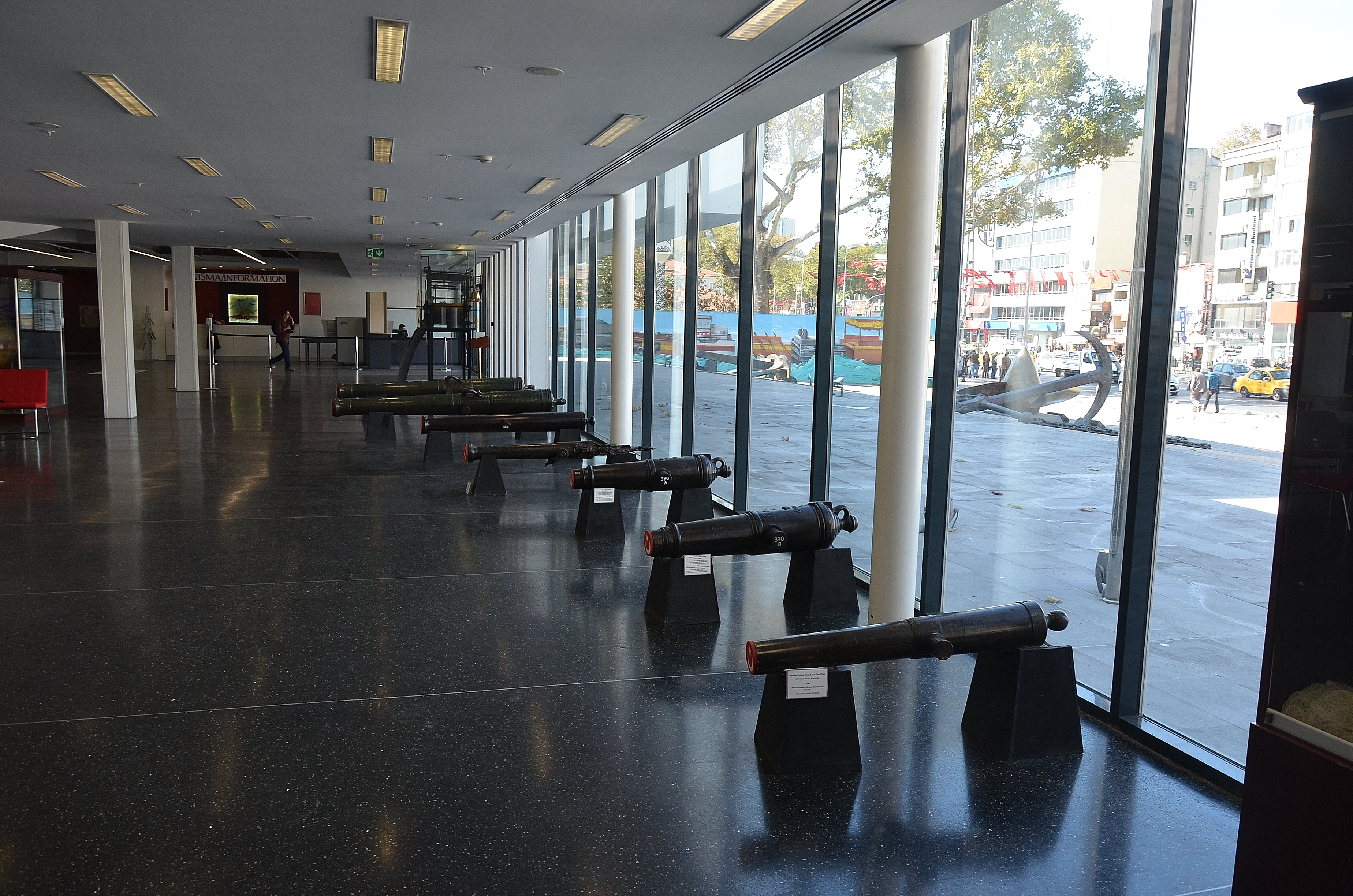
Корабельная артиллерия в фойе музея
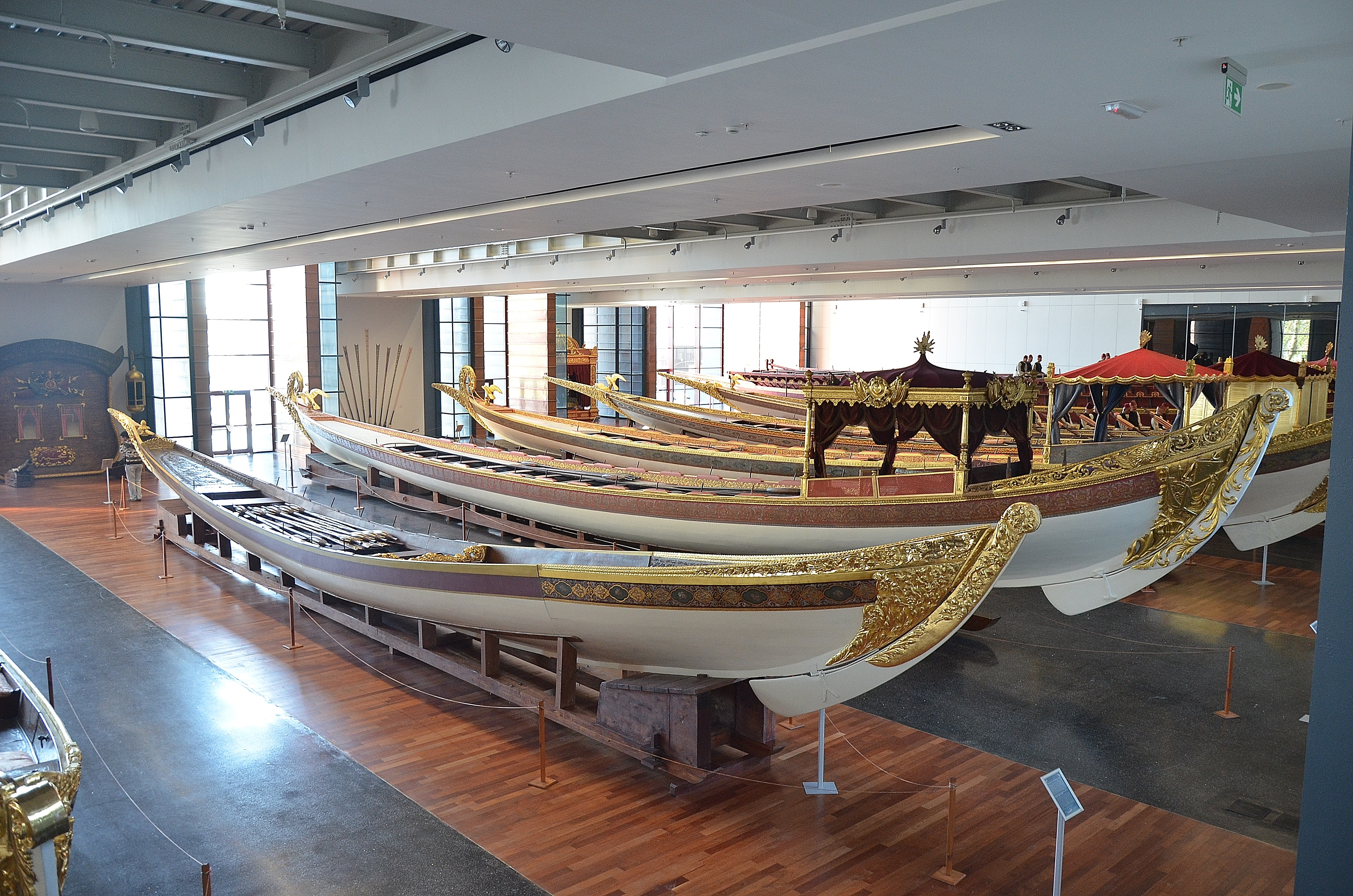
Каики периода Османской империи
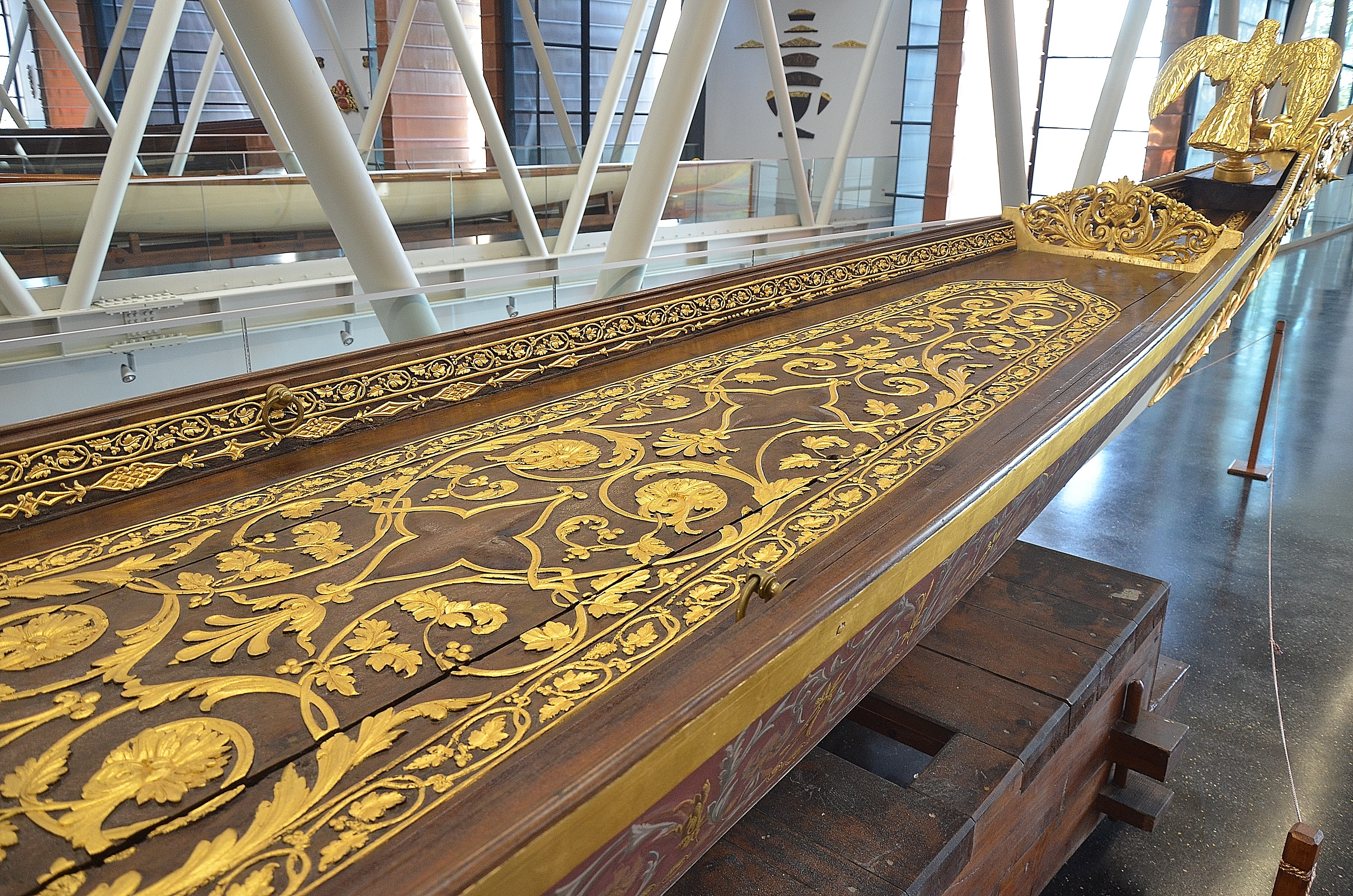
Орнамент на носу каика
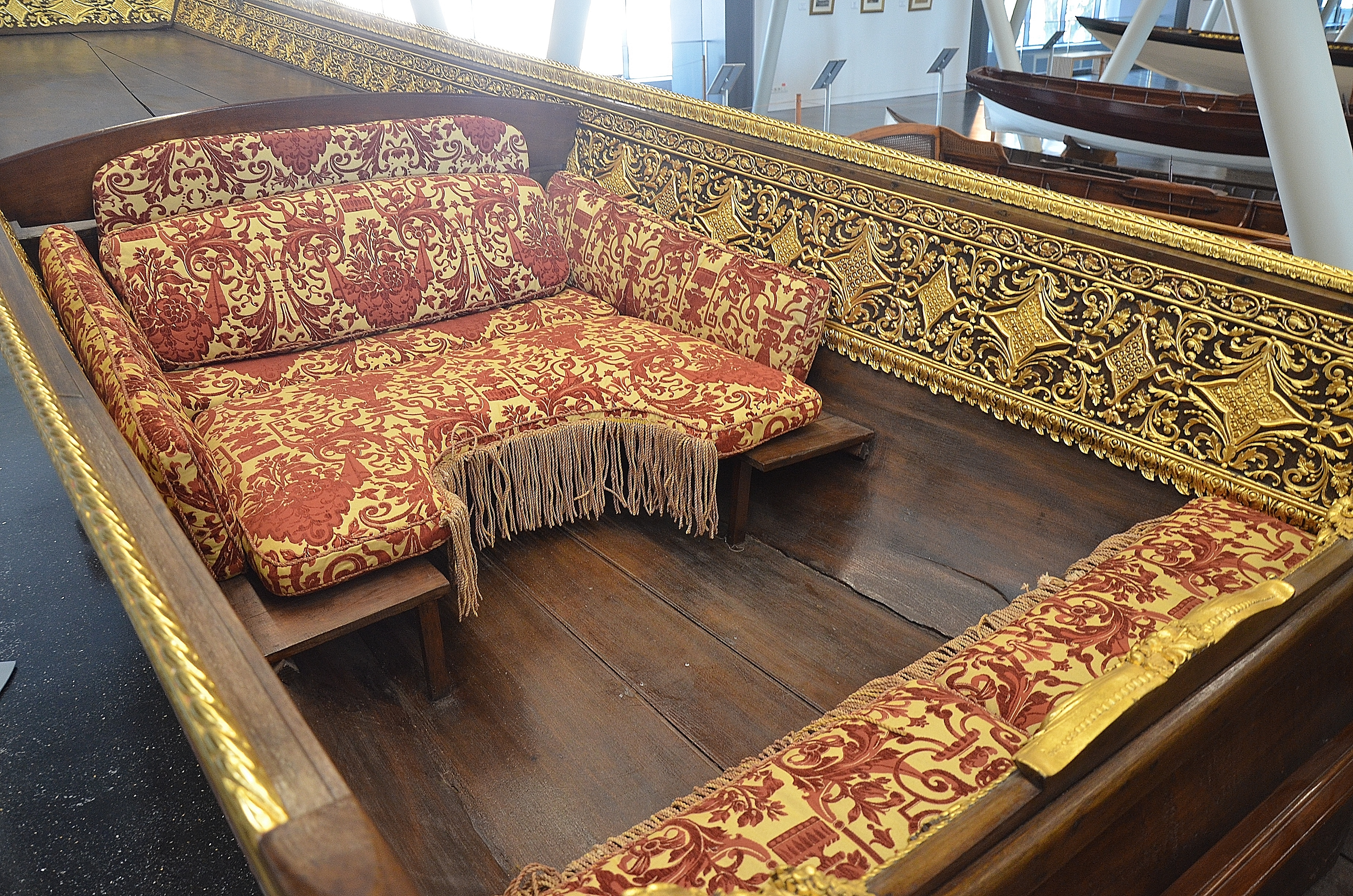
Орнамент на корме каика
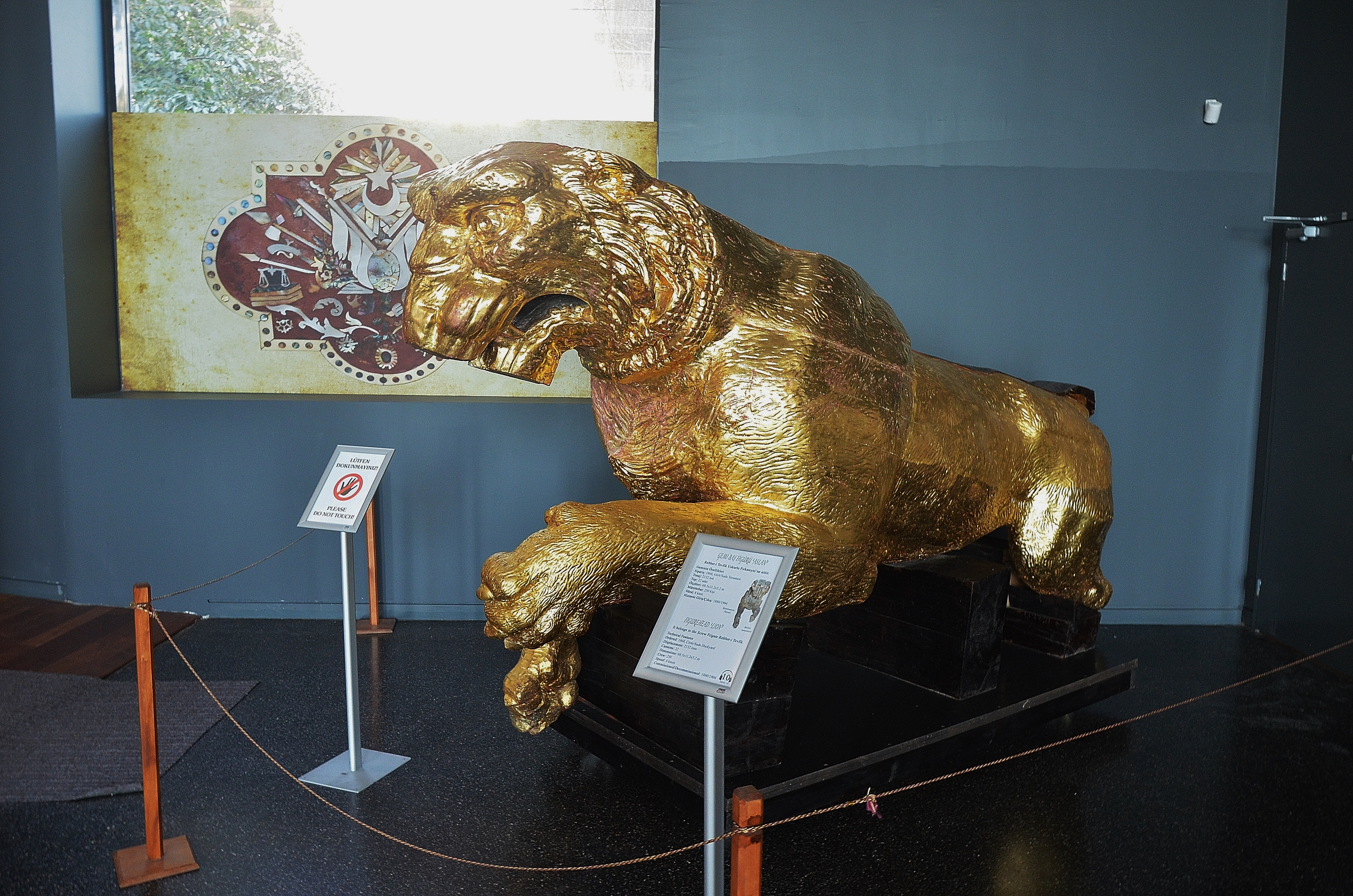
Фигура на носу корабля в виде льва
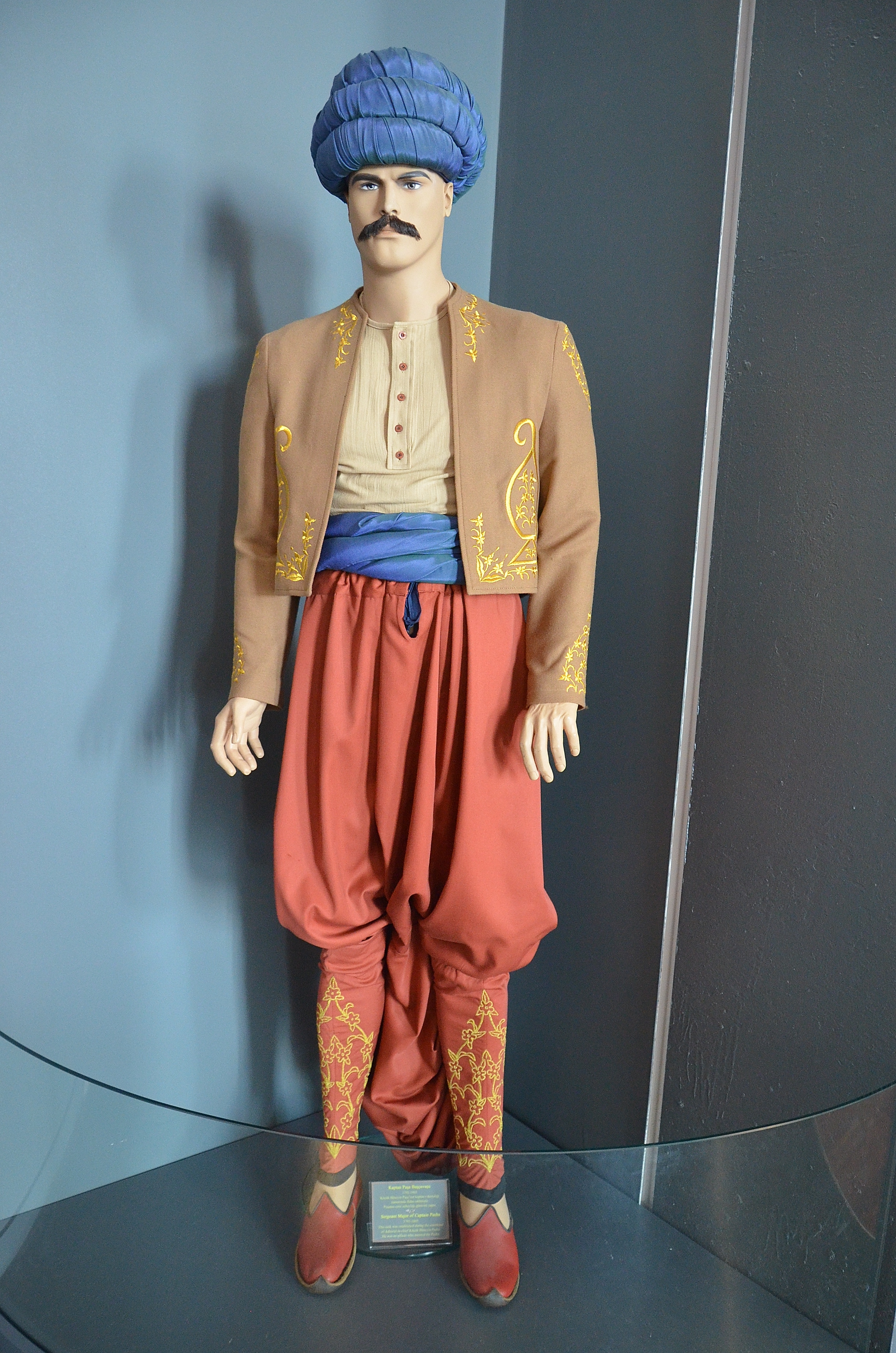
Форма сержант-майора (Капудан-паши)
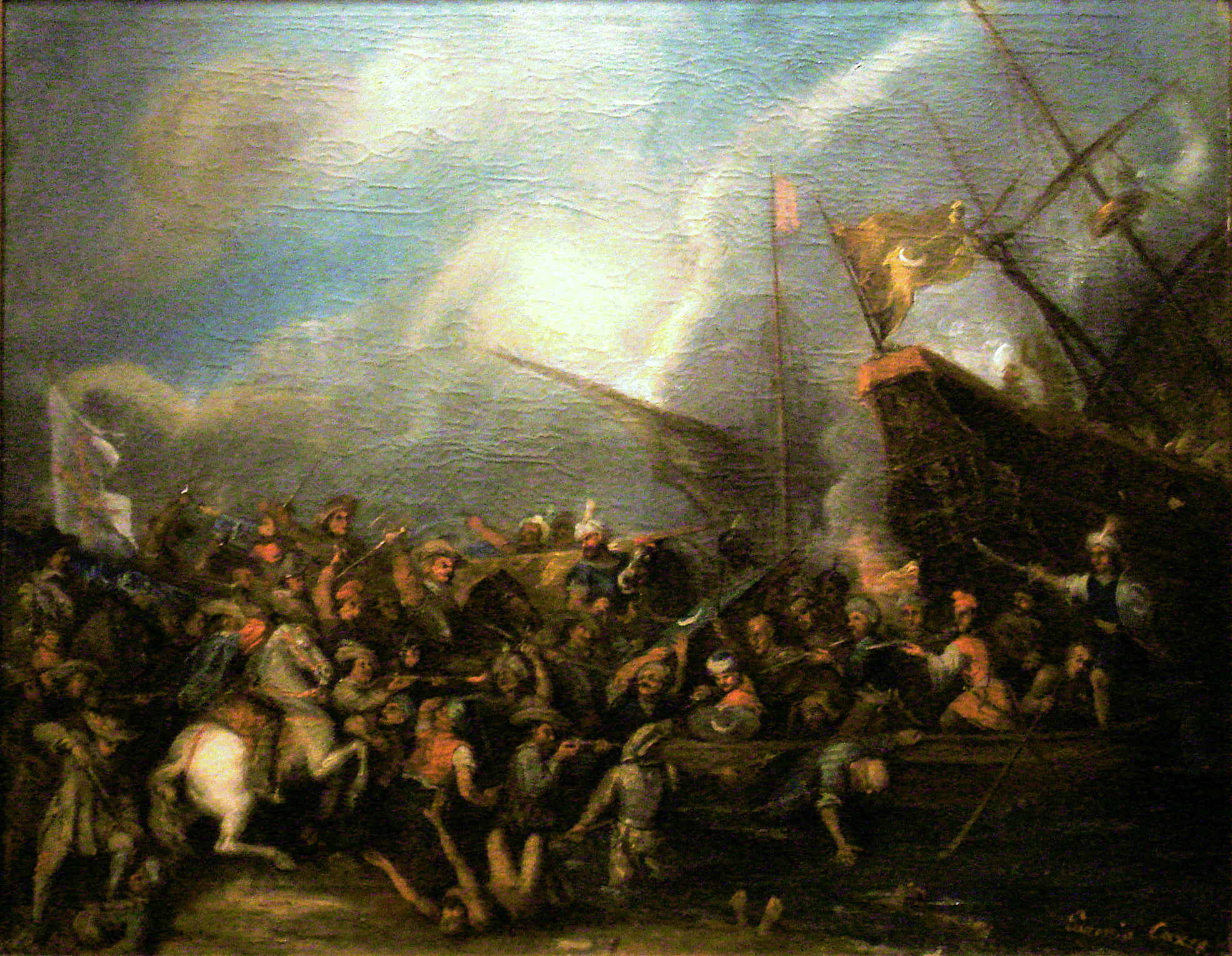
«Высадка Драгута на Мальту» (Turgut Reis landing on Malta) Эжена Каджеса[исп.], 1575—1634)
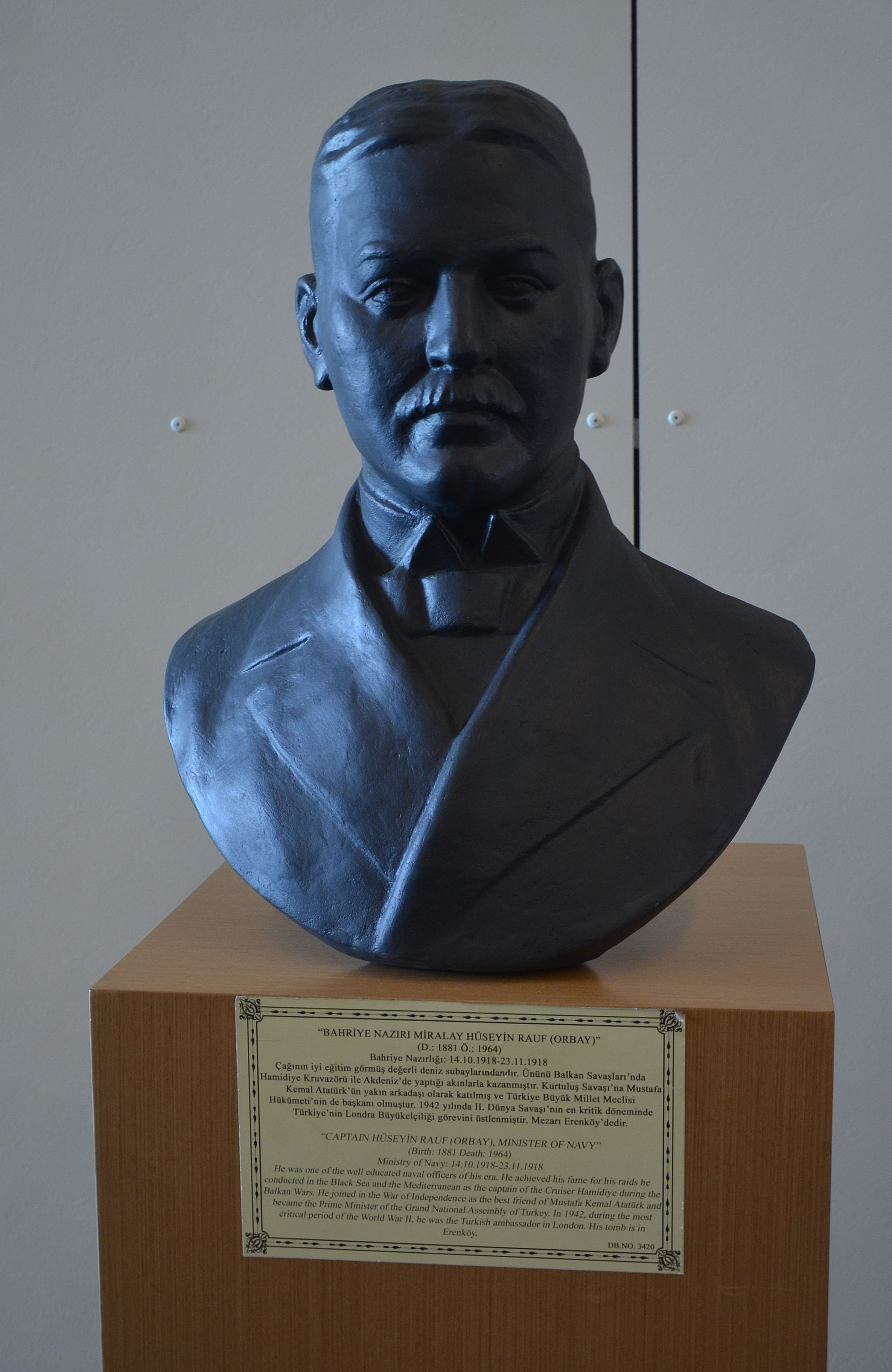
Бюст Рауфа Орбая, военно-морского министра Османской империи и премьер-министра Турции
Элемент украшения судна
Зона для гребцов на галере
Фрагмент камбуза
Каик султана Мехмеда V
Деталь орнаментального щита на судне